# Indiens damlandslag i fotboll
Indiens damlandslag i fotboll representerar Indien i fotboll på damsidan. Dess förbund är All India Football Federation (Indiens fotbollsförbund).
Laget deltog i Asiatiska mästerskapet första gången 1979 då de tog silver på hemmaplan. Även 1983 tog de silver i mästerskapet.